# Xylota impensa
Xylota impensa är en tvåvingeart som beskrevs av He och Zhang 1997. Xylota impensa ingår i släktet vedblomflugor, och familjen blomflugor. Inga underarter finns listade i Catalogue of Life.